# Сулейманов, Хабир Гибадатуллович
Сулейманов, Хабир Гибадатуллович (баш. Сөләймәнов Хәбир Ғибәҙәтулла улы) -  профессиональный боксёр, обладатель титула чемпиона по версии WBO NABO, чемпион мира по кикбоксингу.

## Биография
Хабир Сулейманов родился в деревне Илимбетово Аргаяшского района Челябинской области. С братом-близнецом Сабиром школу окончил в соседней деревне Дербишева. В детстве мальчики ещё не знали про бокс, но спортом увлекались, как-то даже стали чемпионами района по шахматам.  К выносливости их приучил отец, он их брал на охоту даже в сильные морозы.
Первым тренером по боксу был Салават Байрамгалин,работавший в районной спортивной школе. Ребята с 17 лет тренировались у него. После окончания средней школы ребята поступили в Челябинскую государственную агроинженерную академию (факультет электрификации и автоматизации сельскохозяйственного производства). Школа кикбоксинга Салавата Байрамгалина тоже переехала в Челябинск. Сулеймановы продолжали заниматься боксом. Занимали места в чемпионатах в Челябинске, в Челябинской области и в России.
На одном из чемпионатов их заприметил американский тренер - эмигрант из России: - Забудьте про кикбоксинг! В Штатах бокс в моде. Вот чем будете заниматься. Сабир и Хабир переглянулись: - Нам только дипломы надо получить. Через пару месяцев, осенью 2004-го, близнецы уже гуляли по Нью-Йорку. Поначалу они жили на квартире тренера и каждый день по три часа занимались боксом.  Сабир и Хабир уже успели поработать грузчиками, охранниками в супермаркете, сборщиками пластиковых окон. На данный момент братья занимаются сетевым бизнесом и финансовыми пирамидами.